# Blow Job
Blow Job é um filme mudo dirigido por Andy Warhol. Ele retrata o rosto de um indivíduo não creditado, DeVeren Bookwalter, aparentemente recebendo felação de um parceiro não visto. Embora tenha sido filmado a 24 quadros por segundo, Warhol especificou que deveria ser projetado a 16 quadros por segundo, reduzindo a velocidade em um terço.
Apesar do título sugestivo, o filme mostra apenas a expressão no rosto do jovem; o ato sexual implícito em si não é mostrado. Não é afirmado se é um homem ou uma mulher executando o ato, e o espectador deve assumir que se trata de sexo oral. A sugestão de conteúdo sexual no título pode ser puramente simbólica e não refletir a realização real do ato.

## Criação
A identidade da pessoa que executa o ato é objeto de debate. Warhol afirma em seu livro Popism: The Warhol Sixties (1980) que cinco rapazes diferentes realizaram o sexo oral. No livro, Warhol escreve que inicialmente pediu a Charles Rydell, o namorado do cineasta Jerome Hill, para estrelar o filme, prometendo que haveria "cinco rapazes bonitos" para realizar o ato.
No entanto, quando Warhol organizou a filmagem no The Factory em um domingo, Rydell não compareceu. Warhol telefonou para Rydell no quarto de Hill no Algonquin Hotel e perguntou onde Rydell estava. Rydell respondeu que pensava que Warhol estava brincando e não tinha intenção de aparecer em um filme desse tipo. Quando ele recusou, Andy usou "um garoto bonito que estava circulando pela Factory naquele dia", que mais tarde foi identificado como Bookwalter. Naquele momento, os cinco rapazes já haviam partido, mas a notória memória ruim de Warhol manteve os cinco rapazes no enredo da versão dada no livro muito posterior POPism.[carece de fontes?]

## Leituras adicionais
- Gidal, Peter. Andy Warhol's Blow Job. Londres: Afterall Books, 2008.